# Le Bû-sur-Rouvres
Le Bû-sur-Rouvres település Franciaországban, Calvados megyében. Lakosainak száma 118 fő (2022. január 1.). Le Bû-sur-Rouvres Condé-sur-Ifs, Maizières, Saint-Sylvain, Soignolles és Valambray községekkel határos.

## Népesség
A település népességének változása:
| Lakosok száma | 100  | 87   | 85   | 98   | 114  | 101  | 100  | 109  | 113  | 118  |
|               | 1968 | 1982 | 1990 | 2006 | 2013 | 2015 | 2017 | 2019 | 2020 | 2022 |